# هری ورنر اشتورتس
هری ورنر اشتورتس (آلمانی: Harry Werner Storz؛ ۳ مارس ۱۹۰۴ – ۱۳ اوت ۱۹۸۲) دونده سرعت اهل آلمان بود.
وی در مسابقات کشوری و بین‌المللی در مجموع برندهٔ ۱ مدال نقره شده‌است.